# 濱口竜介
濱口 竜介（はまぐち りゅうすけ、1978年12月16日 - ）は、日本の映画監督・脚本家。
早くから独特の演出手法が注目されていたが『ドライブ・マイ・カー』（2021年）などの作品が国際的に高い評価を受け、米アカデミー賞と世界三大映画祭のすべてで受賞を果たした。これは日本人の映画監督としては黒澤明に次いで2人目である。

## 経歴

### 学生時代
1978年12月16日、神奈川県川崎市に生まれる。父は建設官僚で国土技術政策総合研究所所長などを務めた濱口達男。祖父は洋画家の浜口喬夫。祖父・喬夫の叔母・寛子は寺田寅彦の二番目の妻にあたる。
父親の仕事の関係で幼少期は転校が多く、3歳から5歳までイランで過ごしている。千葉県立東葛飾高等学校を経て東京大学文科三類に入学した当初は映画への関心はなく、当時総長を務めていた蓮實重彦が映画批評の分野で重きをなしたことも全く知らなかったという。しかし、映画研究会に所属すると急速に映画に傾倒し、文学部では美学芸術学研究室に進学。この頃から8ミリフィルムで自主製作映画を撮り始めている。
大学卒業後、映画の助監督や経済番組のアシスタントディレクターといった仕事をしながらENBUゼミナールに通い、そこから映画監督を養成するコースとして新設されていた東京藝術大学大学院の修士課程に入学。在学中は教授として教鞭を執っていた黒沢清に師事していた。2008年に修了作品として監督した『PASSION』が、サン・セバスティアン国際映画祭や第9回東京フィルメックスのコンペティション部門に選出されるなど、学生作品としては異例の注目を集めた。

### 東日本大震災での活動
2011年に東日本大震災が発生したのち、仙台市のせんだいメディアテークが、市民の手によって震災の記録映像をアーカイブする「3がつ11にちをわすれないためにセンター」を発足させる。この立ち上げをサポートした東京藝術大学は濱口を現地へ派遣。濱口は同年5月から現地に滞在し、酒井耕との共同監督で、津波と震災の体験を語る地元住民たちのインタビューを大量に撮影しつづけた。この成果がドキュメンタリー作品「東北記録映画三部作」に結実する。
このときの体験を、濱口は「こんなふうにカメラの前で生き生きとしゃべってくれるひとをはじめて撮ったという実感を持った。何でもない言葉に実感がこもっていた。（…）フィクションのなかで、こんな風にしゃべってくれたらどんなにいいだろうと繰り返し思った」と振り返っている。こうした経験は、後に劇映画における独自の方法論へつながってゆく。
翌2012年、映画・演劇の専門学校・ENBUゼミナールの映像俳優コースで講師をつとめ、約3か月間の講義ののちに、俳優を志願する学生たちの卒業制作として、二部構成の大作『親密さ』を監督した。

### 『ハッピーアワー』から『スパイの妻』まで

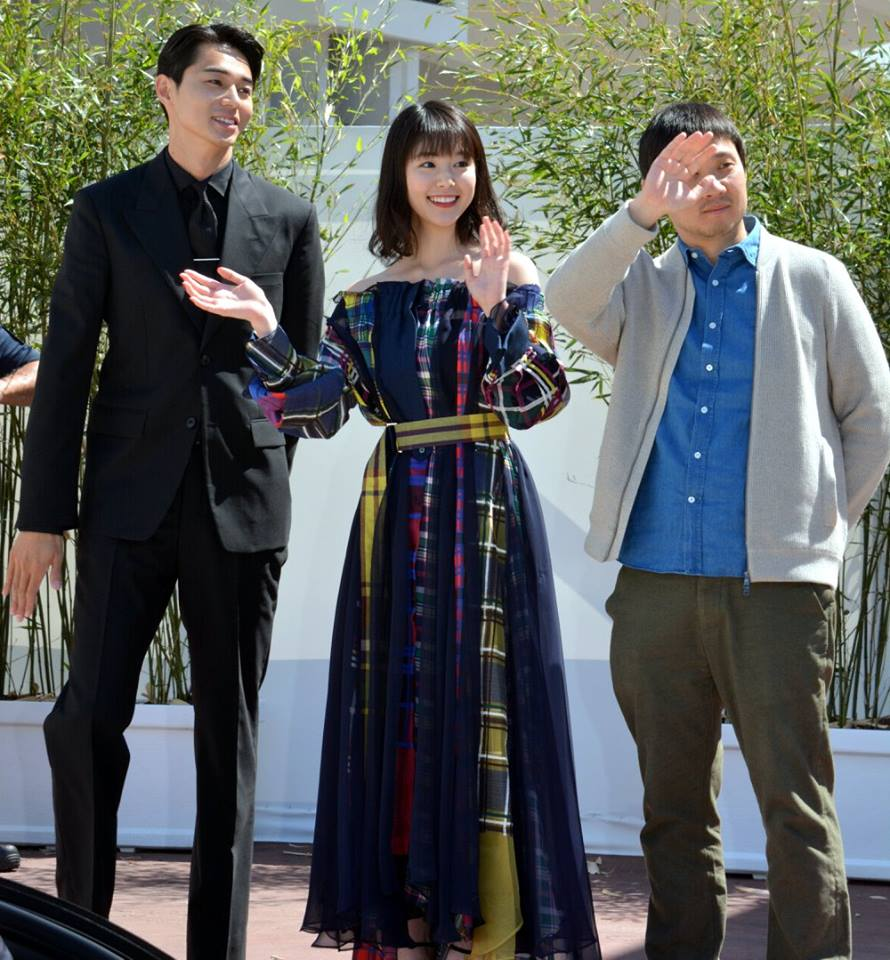
第71回カンヌ国際映画祭（2018年）に『寝ても覚めても』出演者とともに出席した濱口（右端）。

2013年から2014年にかけて招聘作家として神戸市に滞在、演劇ワークショップを担当する。これをきっかけとして、ワークショップ参加者らを中心とした映画『ハッピーアワー』を監督。
同作は2015年8月に第68回ロカルノ国際映画祭へ出品され、ほぼ演技経験のなかった4人の出演者（田中幸恵、菊池葉月、三原麻衣子、川村りら）が国際コンペ部門の最優秀女優賞を受賞した。また同作では2016年3月、芸術選奨新人賞受賞。同5月には第25回日本映画批評家大賞選考委員特別賞を受賞する成功をおさめた。
2016年から1年間、文化庁の支援制度で、ボストンのハーバード大学ライシャワー日本文化研究所に客員研究員として滞在した。同大学を滞在先に選んだのは、ドキュメンタリー映像をとりこんだ「映像人類学」で世界的に知られる監督ルシアン・キャスティン＝テイラーが教壇に立っていたからだという。
アメリカから帰国後の2018年には、柴崎友香の小説をもとにした『寝ても覚めても』を監督。これが濱口にとって初の商業映画作品となった。同作は第71回カンヌ国際映画祭のコンペティション部門に正式出品されている。
2020年、新型コロナウイルス感染拡大の影響で経営危機に陥るミニシアターが続出したのを受けて、映画監督の深田晃司とともに全国の小規模映画館支援のためのクラウドファンディング『ミニシアター・エイド基金』を立ち上げた。基金は目標の1億円を大きく上回って総額3億3000万円超を集め、濱口らはこの活動で2020年度の日本映画ペンクラブ賞を受賞した。
2020年公開の黒沢清監督『スパイの妻〈劇場版〉』の脚本執筆に野原位らと共に関わる。同作は第77回ヴェネツィア国際映画祭コンペティション部門に出品され、黒沢が銀獅子賞（監督賞）を受賞したほか、第94回キネマ旬報ベストテンにおいて脚本賞を受賞している。

### 『ドライブ・マイ・カー』の成功
前作『寝ても覚めても』のあと濱口はいくつかの作品製作を進めてきたが、コロナ禍によって製作スケジュールが大きく狂い、2021年に2つの監督作品が同時公開される。しかしこれが結果として濱口への国際的な注目を一気に高めることとなった。

まず3月には『偶然と想像』が第71回ベルリン国際映画祭のコンペティション部門に出品され、銀熊賞（審査員グランプリ）を受賞。続いて7月には、村上春樹の短編小説をもとにした『ドライブ・マイ・カー』が第74回カンヌ国際映画祭コンペティション部門に出品され、大江崇允と共に日本映画としては史上初となる脚本賞受賞を果たす。あわせて国際映画批評家連盟賞が贈られた。（翌年には同連盟から年間の国際映画批評家連盟賞グランプリに選ばれている）

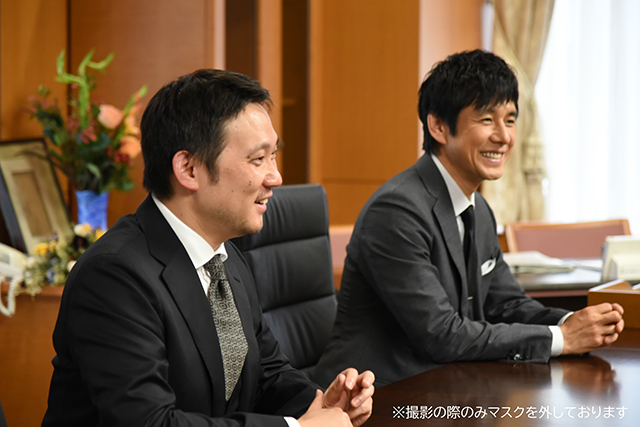
米アカデミー賞受賞の報告会見にのぞむ濱口と西島（2022年）

そして12月、ニューヨーク映画批評家協会賞が同年の作品賞を『ドライブ・マイ・カー』に授与。同賞は過去に「外国語映画」部門で黒澤明らが受賞したことがあるが、「作品賞」としてはアジア映画初の受賞となり、アメリカ国内でも驚きを持って受けとめられた。これと前後して、同作は全米映画批評家協会賞やボストン、ロサンゼルスの批評家協会賞、ゴールデングローブ賞など、アメリカの重要な映画賞を相次いで受賞した（後段の「主な受賞」節を参照）。日本映画のゴールデングローブ賞受賞は62年ぶりであった。
翌2022年2月の第94回アカデミー賞では、作品賞・監督賞・脚色賞・国際長編映画賞（旧外国映画賞）の4部門にノミネートされ、国際長編映画賞を受賞した。作品賞と脚色賞でのノミネートは日本映画初、監督賞のノミネートは36年ぶりで、『砂の女』を監督した勅使河原宏（第38回）、『乱』を監督した黒澤明（第58回）に続き3人目となった。

### 国際的評価の高まり
これらの世界的な注目を受け、2022年2月に開催された第72回ベルリン国際映画祭では、国際審査員団の一人に抜擢、コンペティション部門の審査員を務めた。同年3月、2021年公開の『偶然と想像』と『ドライブ・マイ・カー』の2作品が、ベルリンとカンヌ映画祭で受賞したことなどにより、芸術選奨文部科学大臣賞に選ばれる。
2023年9月の第80回ヴェネツィア国際映画祭では『悪は存在しない』が出品され、国際映画批評家連盟賞に加えて銀獅子賞（審査員大賞）を受賞。日本人としては黒澤明以来初めて、アメリカのアカデミー賞と世界三大映画祭すべてで受賞を果たした監督となった。同年10月、第67回ロンドン映画祭で『悪は存在しない』が、審査員の全員一致で作品賞を受賞。

## 手法・影響

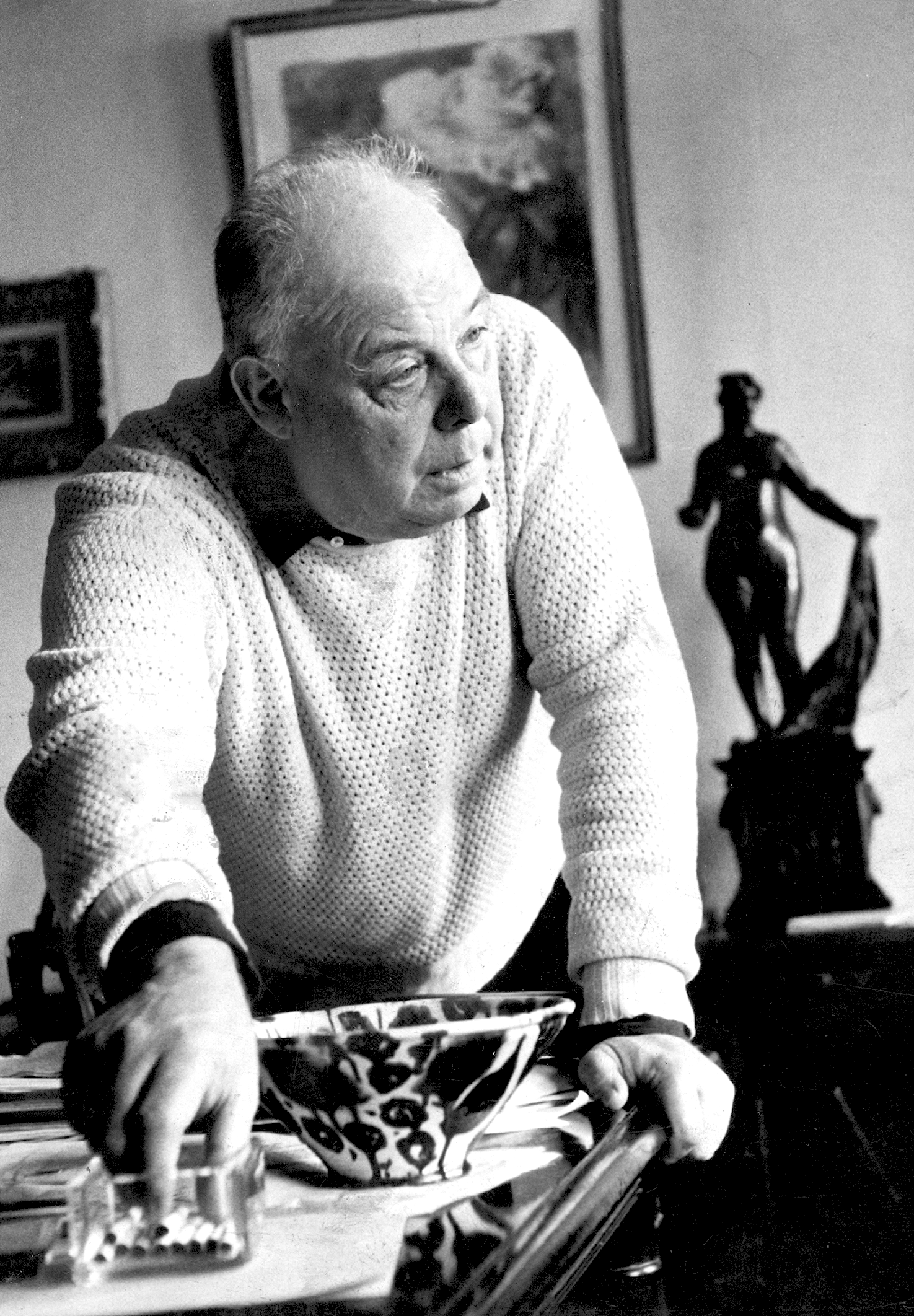
映画監督ジャン・ルノワール（1959年）｡彼は印象派の画家ルノワールの次男で、フランス映画史に大きな足跡を残した。

『ハッピーアワー』では、ほぼ演技経験のない出演者への演技指導法として、フランスの監督ジャン・ルノワールが実践していた「イタリア式本読み」と呼ばれる手法を採用した。
これはルノワールの監督術を描くドキュメンタリー短編『ルノワールの演技指導』で紹介されているもので、実際に撮影に入る前に俳優に台本を読ませる「本読み」を行うが、このとき俳優にいっさいの感情を込めずに「電話帳を読み上げるように」言葉を読みつづけることを要求する。
このプロセスを経ることで、俳優は相手のこまかな動作や感情の動きに鋭敏になり、演技の真剣さ・リアリティが濱口の望む方向へ大きく変わるのだという。この手法の一端は、『ドライブ・マイ・カー』で、主人公の舞台演出家が実践する演出として劇中劇の形で描かれている。
また、アメリカのインディペンデント映画監督ジョン・カサヴェテスへの関心を繰り返し語っている。『ハッピーアワー』の旧仮題も『BRIDES（花嫁たち）』で、これはカサヴェテスの映画『Husbands（夫たち）』から「裏面をなすようにして構想された」という。東京大学文学部で美学芸術学研究室に提出した卒業論文も「ジョン・カサヴェテスの時間と空間」であった。

### その他
2018年に映画サイトのアンケートで、好きな映画5本としてマキノ正博『決闘高田の馬場』、グレミヨン『曳き船』、ハワード・ホークス『赤い河』、カサヴェテス『よみがえるブルース』、黒沢清『CURE』を挙げている。
2022年にアメリカの著名な映像ソフトメーカー「クライテリオン・コレクション」から、自社ラインナップ内からトップ10を選ぶよう求められた際には、以下の10点を挙げている。ジャック・ベッケル『肉体の冠』、ロベルト・ロッセリーニ『ストロンボリ』、ダグラス・サーク『天はすべて許し給う』、溝口健二『夜の女たち』、『ジャン・ルノワール作品集』、『ジャン・グレミヨン作品集』、成瀬巳喜男『初期サイレント作品集』、ジョセフ・フォン・スタンバーグ『サイレント作品集』、ジョージ・キューカー『素晴らしき休日』、侯孝賢『フラワーズ・オブ・シャンハイ』。

## 評価・受容

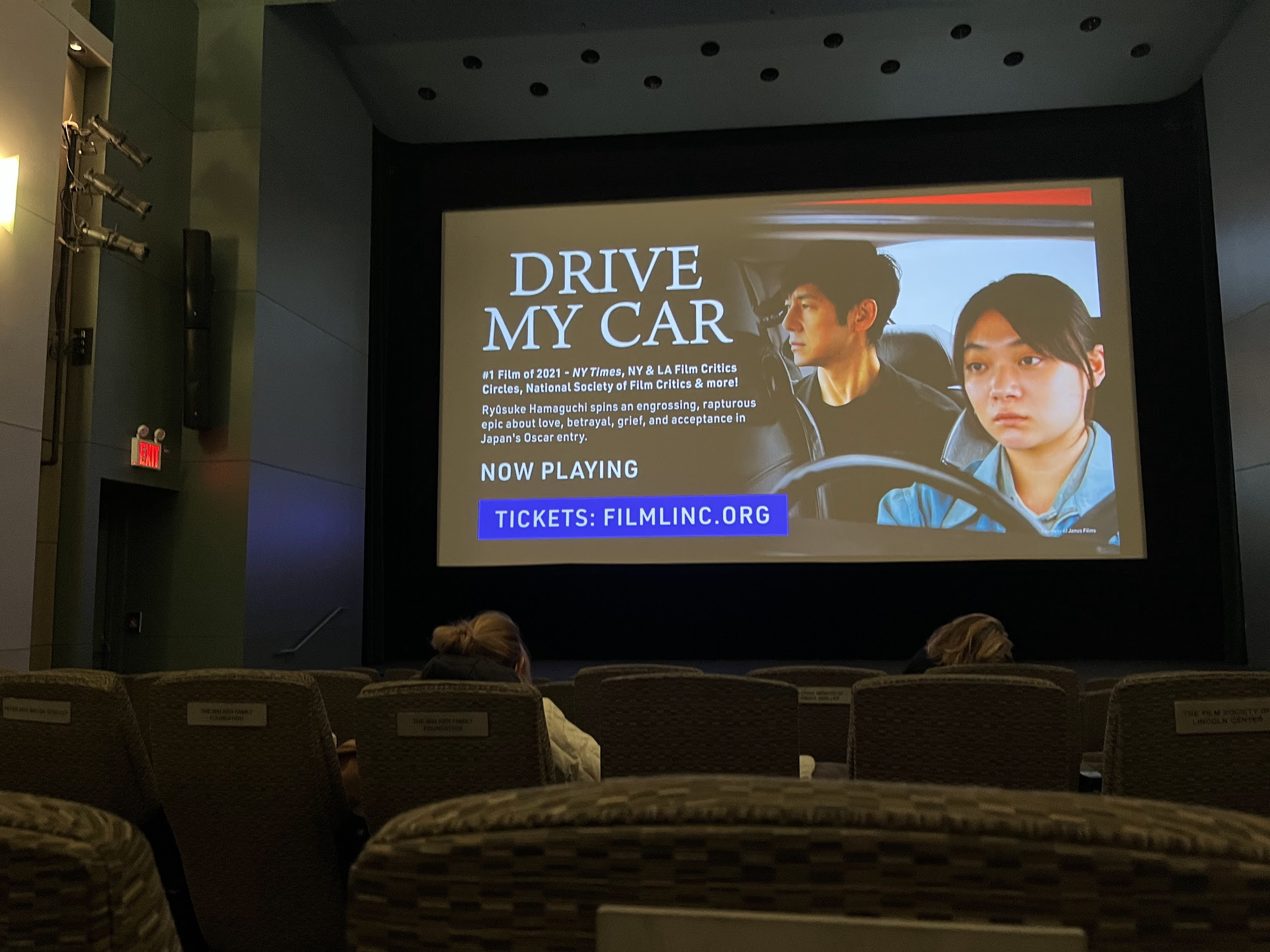
『ドライブ・マイ・カー』を上映するニューヨークのリンカーンセンター（2022年2月）。北米の映画市場において同作はきわめて異例のロングランとなった。

日本国外においても濱口は『ハッピーアワー』（2016）が一部の映画祭や関係者向け試写等で批評家から高い評価を受けていたが、海外で本格的な受容が始まったのは2020年頃からである。
この年に濱口が共同脚本に参加した『スパイの妻』で師である黒沢清がヴェネツィア国際映画祭の銀獅子賞（監督賞）を受賞、さらに翌2021年には濱口自身の監督作品『偶然と想像』と『ドライブ・マイ・カー』が欧米の主要な国際映画祭で相次いで受賞し、一気に世界的な注目を集めるようになった。
とりわけ2021年の秋に開かれたニューヨーク映画祭では、「メイン・スレート（Main Slate）」と呼ばれる32本の主要作品の一部として濱口のこの2本の映画を上映する措置をとった。ニューヨーク映画祭はアカデミー賞の前哨戦として国際的に注目されるが、中でもこの「メイン・スレート」は「映画の現在をもっともよく体現する最先端の作品」を選び出すことを目指しており、ここに同じ作家の作品が2本入るのはきわめて異例だった。
これをきっかけとしてニューヨークの一般映画館でも濱口作品が上映されるようになり、アメリカの映画批評で大きな影響力を持つ『IndieWire』紙は、「濱口は、今後国際的に注目されなくなることは考えられない地位に到達した」と断じている。

『偶然と想像』『ドライブ・マイ・カー』の2本はアメリカでも幅広いメディアで批評の対象となった。その多くは、日常生活における真実とフィクションの関係に注目する濱口の作品が、国を問わず現代社会に普遍的なテーマを描いているとして高く評価した。

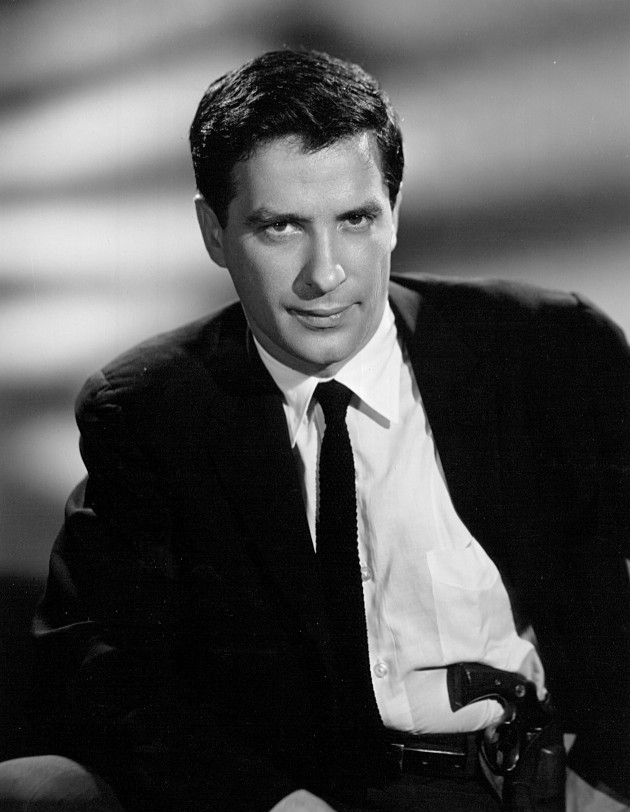
ジョン・カサヴェテス（1959年）

とりわけ、ドラマティックなことがほとんど起こらない抑制的な物語の中に、「優雅で洗練された語り口を持ち込む技術」「ミニマルな画面を重ねながら心地よいリズムを作り出す手腕」は、エリック・ロメールやロベール・ブレッソン、カサヴェテスといった巨匠の作品につらなる高い芸術性をもつと評されている。
日本では批評家の蓮實重彦が早くから濱口に注目しており、とくに『寝ても覚めても』のショット作りを取り上げて「天性の映画作家」と絶賛、濱口など若い世代の監督が相次いで秀作を発表しているとして「日本映画は第三の黄金期に差し掛かった」と述べている。
- イギリス『SIGHT & SOUND』誌：「2021年のベスト映画50本」 ─ 『ドライブ・マイ・カー』（第3位）、『偶然と想像』（第10位）[69]。
- アメリカ『FILM COMMENT』誌：「2021年のベスト映画20本」 ─ 『ドライブ・マイ・カー』（第2位）、『偶然と想像』（第7位）[70]。
- アメリカ『ROLLING STONES』誌：「2021年のベスト映画25本」 ─ 『ドライブ・マイ・カー』（第4位）、『偶然と想像』（第4位）[71]。
- 映画批評サイト『IndieWire』：「2021年のベスト映画50本」 ─ 『ドライブ・マイ・カー』（第2位）、『偶然と想像』（第17位）[72]

## 語録

### フィクションとドキュメンタリー

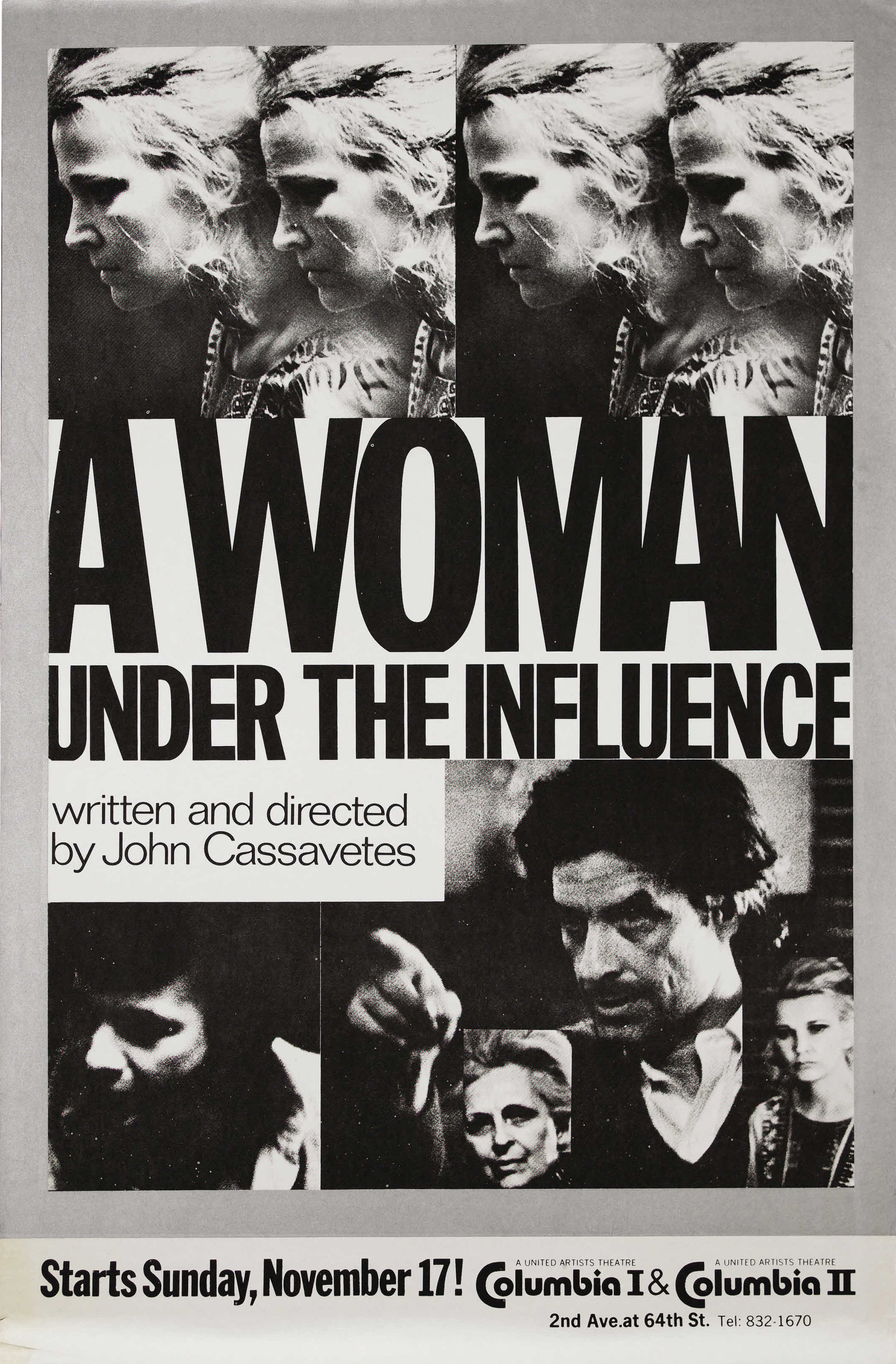
ジョン・カサヴェテス『こわれゆく女』ポスター（1974年）。濱口は、俳優からリアルな演技を引き出すカサヴェテスの手法から強い影響を受けたと繰り返し語っている。

- 「あらゆる映画はある程度フィクションであり、ある程度ドキュメンタリーでもある。どちらも作った経験からすると、純然たるフィクションも純然たるドキュメンタリーも存在しない」[73]
- 「そもそも映画はつくりものですが、そこに“もうひとつの現実”が立ち現れる瞬間を僕は見たい」[74]
- 「俳優はカメラの前で演技している。それは演技する俳優のドキュメンタリーでもある。1回限りの何かをその都度やっている」[75]

### 演出
- 「伝わらないという状況を粛々と生きながら、不意に伝わってしまうことがある。それは強烈な体験になる」「（『ドライブ・マイ・カー』の）家福とみさきの関係もそう。互いに理解を期待していない関係性から始まって、あるとき、言葉があふれてしまう。ふと言葉がこぼれる。それを映画でやってみたかった」[75]
- 「抑揚を捨て、セリフが身体の中に入り込むまで本読みを繰り返すリハーサル手法は、『ジャン・ルノワールの演技指導』という短編ドキュメンタリーに登場するイタリア式本読みを実践したものです。『ハッピーアワー』以降も、これができる体制をどうつくるかがカギでした。この本読みは、プロの俳優にとってもセリフを新鮮に捉えて、自分のものにしてもらう方法になるといまは感じています」[74]
- （『ドライブ・マイ・カー』に登場する演出手法について）「多言語演劇というのは、言葉の意味によって相手を理解することが封じられます。その代わり相手のボディランゲージであったりとか、相手の声、そこからその感じられる相手の精神状態、そういうものに、よりフォーカスしやすくなる、反応しやすくなるような気がしている。これはシンプルにいい演技と自分が思うことが生まれてくるやり方じゃないかと感じています」[56]

### 『ドライブ・マイ・カー』

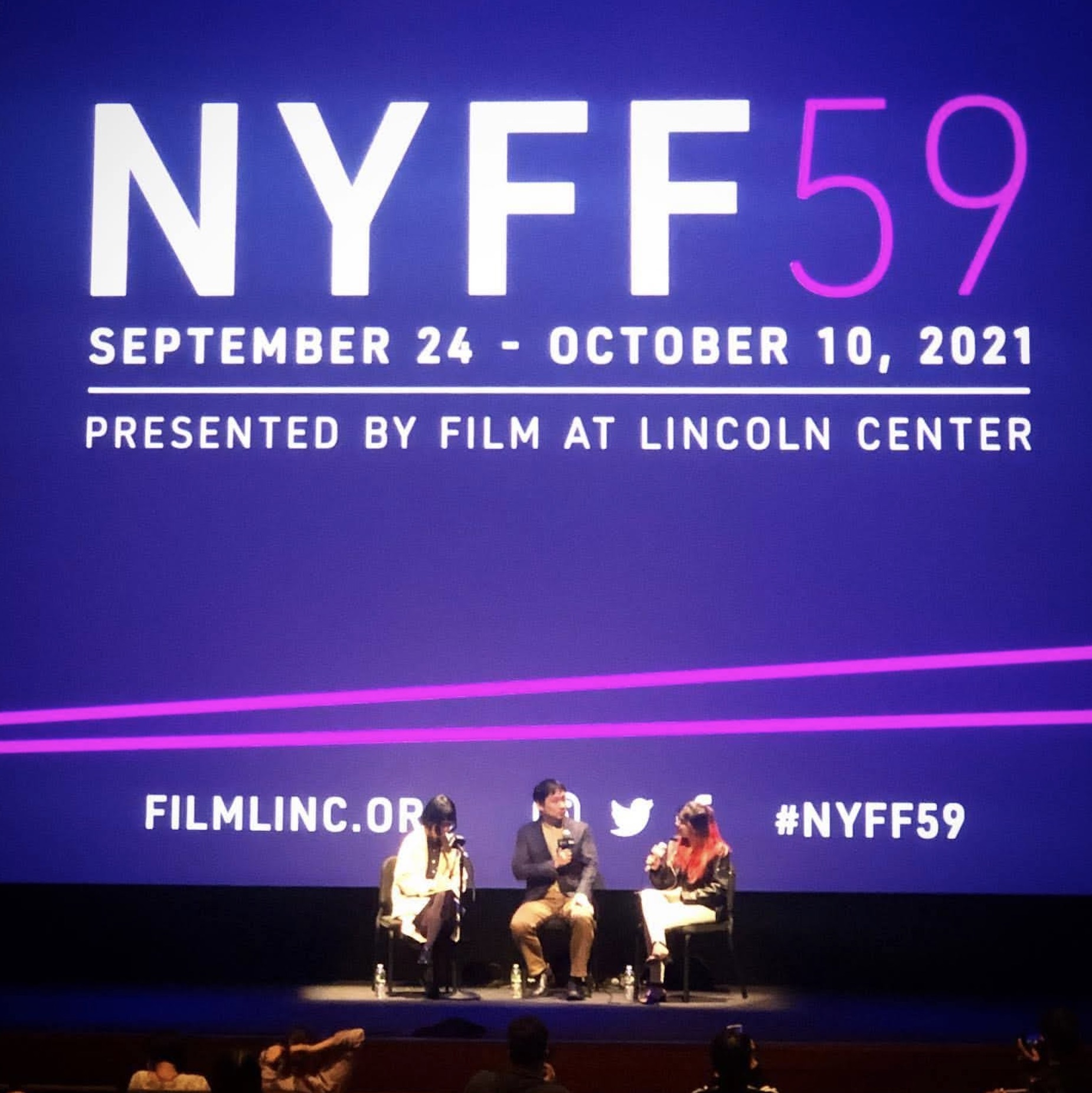
ニューヨーク映画祭（2021年）での『ドライブ・マイ・カー』北米プレミア上映後、司会者の質問に答える濱口監督（中央）。この映画祭での上映が大きなきっかけとなり、以後、同作はアメリカ国内で主要な映画賞をつぎつぎに受賞してゆく。

- ニューヨーク映画祭（2021年）での『ドライブ・マイ・カー』北米プレミア上映後、司会者の質問に答える濱口監督（中央）。この映画祭での上映が大きなきっかけとなり、以後、同作はアメリカ国内で主要な映画賞をつぎつぎに受賞してゆく。（劇中の手話について）「神戸滞在期に、〈さがの映像祭〉という聴覚障害者映像祭に呼んでいただく機会がありました。そこで、健聴者は僕や通訳の方ぐらいで、周りの方たちは手話で話している状況に置かれました。そのときに手話が「障害者の言語」というよりも、単に「異文化の言葉」だという印象を受けたんです。そして、やはりより身体的な言語なので、手話で話す姿からは口話以上に、常に生命力みたいなものが溢れている感じがしました。それから、いつかは自分の映画に取り入れたいと思っていました」[76]
- （エンディングについて）「あのエンディングさえなければ完璧だったのにと言われたことがあるんですが、あのエンディングを加えた理由というのは、まあ『完璧じゃなくするため』ということだと思います。…もう少しだけ破れ目みたいなものを作っておきたかった」[77]「この映画の続編を取る予定というのは全くないんですが、紛れ込んでしまった続編みたいなものだと思っておいていただけたらいいと思います。あとは、この映画のタイトルそのものが、このエンディングシーンが何なのかということの解釈のヒントになっているということだけ、ここでは申し上げておきたいと思います」[78]
- （広島を撮影地に選んだことについて）「広島は『ヒロシマ』でもあり、そのコノテーションは映画にとって余分であるかもしれず決断には若干の勇気が必要だった。ただ、思い返せば原爆投下という戦時の大きな傷から、現在の復興に至るまでの歴史こそが、この街に我々が受け取った『精神性』を与えており、結果としてこの街とこの物語全体はどこか響き合っていた。当初から広島を提案されていたらこの選択はできなかったとも思う。あらゆる偶然に助けられて、このシナリオ、そして映画はできている」[79]

### その他
- （黒澤明以来はじめてアメリカのアカデミー賞と世界三大映画祭すべての受賞を果たした日本人監督となったことについて）「黒澤監督という偉大な監督を引き合いに出してもらえるような状況になったわけですが、申し訳ないような気持ちというのが正直な気持ち」「なぜなら、内容が違うということ。『羅生門』がベネチア映画祭金獅子賞、『隠し砦の三悪人』がベルリン映画祭銀熊賞で、『影武者』がカンヌ映画祭のパルムドール。しかも『七人の侍』もベネチア映画祭の銀獅子賞と4つの賞を取られていて、さらにそのうちの2つは最高賞であるということで、そこはスケールがまったく違うという気がします」[3]。

## 監督作品
出典：
| 発表年 | 題名                     | 上映時間       | 脚本                           | 撮影                         | 主な出演                                                               |
| ------ | ------------------------ | -------------- | ------------------------------ | ---------------------------- | ---------------------------------------------------------------------- |
| 2001   | 映画を見に行く           | 8分            |                                |                              |                                                                        |
| 2002   | 何食わぬ顔               | 98分（43分）   | 濱口竜介                       | 渡辺淳、濱口竜介、東辻賢治郎 | 松井智、岡本英之、遠藤郁子、石井理恵                                   |
| 2005   | はじまり                 | 13分           | 濱口竜介                       | 松本浩志                     | 梅田つかさ、花澤拓巳、馬場省吾                                         |
| 2005   | Friend of the Night      | 44分           | 濱口竜介                       | 濱口竜介、松本浩志           | 土屋裕樹、工藤渉、山岡麻依子、千葉茜、北浦正之                         |
| 2006   | 記憶の香り               | 28分           | 小林美香                       | 佐々木靖之                   | 藤川俊生、河井青葉                                                     |
| 2006   | 遊撃                     | 17分           | 濱口竜介                       | 湯澤祐一                     | 土屋裕樹                                                               |
| 2007   | SOLARIS                  | 90分           | 濱口竜介                       | 佐々木靖之                   | 松田賢二、前田綾花、渋川清彦                                           |
| 2008   | PASSION                  | 115分          | 濱口竜介                       | 湯澤祐一                     | 河井青葉、占部房子、岡本竜汰、渋川清彦                                 |
| 2009   | 永遠に君を愛す           | 58分           | 渡辺裕子                       | 青木穣                       | 河井青葉、杉山彦々、岡部尚                                             |
| 2010   | THE DEPTHS               | 121分          | 濱口竜介、大浦光太             | ヤン・グニョン               | キム・ミンジュン、石田法嗣、パク・ソヒ                                 |
| 2011   | 親密さ                   | 255分（136分） | 濱口竜介                       | 北川喜雄                     | 平野鈴、佐藤亮、伊藤綾子                                               |
| 2011   | なみのおと (*)           | 142分          |                                | 北川喜雄                     | 田畑ヨシ、東キヌ、鎌田満                                               |
| 2013   | なみのこえ 気仙沼 (*)    | 109分          | 佐々木靖之                     | 岩本秀之、高橋和江、大島幸枝 |                                                                        |
| 2013   | なみのこえ 新地町 (*)    | 103分          | 北川喜雄                       | 谷隆、伏見春雄、目黒博樹     |                                                                        |
| 2013   | うたうひと (*)           | 120分          | 北川喜雄、佐々木靖之、飯岡幸子 | 伊藤正子、佐々木健           |                                                                        |
| 2013   | 不気味なものの肌に触れる | 54分           | 高橋知由                       | 佐々木靖之                   | 染谷将太、渋川清彦、瀬戸夏美、河井青葉                                 |
| 2015   | ハッピーアワー           | 317分          | 濱口竜介、野原位、高橋知由     | 北川喜雄                     | 田中幸恵、菊池葉月、三原麻衣子、川村りら                               |
| 2015   | Dance with OJ            | 28分           | 濱口竜介                       | 濱口竜介                     |                                                                        |
| 2016   | 天国はまだ遠い           | 38分           | 濱口竜介                       | 北川喜雄                     | 岡部尚、玄理、小川あん                                                 |
| 2018   | 寝ても覚めても           | 119分          | 濱口竜介、田中幸子             | 佐々木靖之                   | 唐田えりか、東出昌大、山下リオ、瀬戸康史、伊藤沙莉                     |
| 2021   | 偶然と想像               | 121分          | 濱口竜介                       | 飯岡幸子                     | 古川琴音、中島歩、玄理、渋川清彦、森都月、甲斐翔真、占部房子、河井青葉 |
| 2021   | ドライブ・マイ・カー     | 179分          | 濱口竜介、大江崇允             | 四宮秀俊                     | 西島秀俊、三浦透子、霧島れいか、岡田将生、パク・ユリム                 |
| 2022   | Walden                   | 2分            | 濱口竜介                       | 濱口竜介                     |                                                                        |
| 2023   | 悪は存在しない           | 106分          | 濱口竜介                       | 北川喜雄                     | ⼤美賀均、⻄川玲、⼩坂⻯⼠、渋⾕采郁                                   |
| 2023   | GIFT                     | 43分           | 濱口竜介                       | 北川喜雄                     | ⼤美賀均、⻄川玲、⼩坂⻯⼠、渋⾕采郁                                   |
| 2026   | 急に具合が悪くなる       | TBA            | 濱口竜介                       | TBA                          | ヴィルジニー・エフィラ、岡本多緒                                       |

（＊）酒井耕と共同監督

### そのほか
- 黒沢清監督『スパイの妻』（2020年）脚本参加[88]

## 主な受賞
2013年
- 山形国際ドキュメンタリー映画祭・スカパー！ IDEHA賞『うたうひと』

2015年
- ロカルノ国際映画祭・特別賞『ハッピーアワー』
- 第37回ナント三大陸映画祭・銀の気球賞（準グランプリ）、観客賞『ハッピーアワー』
- 第89回キネマ旬報ベスト・テン第3位『ハッピーアワー』

2016年
- 第66回芸術選奨文部科学大臣新人賞『ハッピーアワー』
- 第10回アジア太平洋映画賞・脚本賞『ハッピーアワー』※野原位、高橋知由と受賞

2018年
- 第40回ヨコハマ映画祭・作品賞、監督賞『寝ても覚めても』
- TAMA映画賞・最優秀作品賞『寝ても覚めても』
- 第92回キネマ旬報ベスト・テン第4位『寝ても覚めても』
- 国際シネフィル協会（ICS）カンヌ賞・脚本賞『寝ても覚めても』

2020年
- 第94回キネマ旬報ベスト・テン・脚本賞『スパイの妻〈劇場版〉』※野原位、黒沢清との共同脚本

2021年
- ベルリン国際映画祭・銀熊賞（審査員グランプリ）『偶然と想像』
- カンヌ国際映画祭・国際批評家連盟賞、脚本賞『ドライブ・マイ・カー』※大江崇允との共同脚本
- 第14回アジア太平洋映画賞・脚本賞、作品賞『ドライブ・マイ・カー』※脚本賞は大江崇允と、作品賞は山本晃久と受賞
- 第57回シカゴ国際映画祭

シルバー・ヒューゴ審査員賞、観客賞（国際長編映画）『ドライブ・マイ・カー』
シルバー・Qヒューゴ賞『偶然と想像』
- 第22回東京フィルメックス・観客賞『偶然と想像』
- ニューヨーク映画批評家協会・作品賞『ドライブ・マイ・カー』
- ロサンゼルス映画批評家協会賞・作品賞、脚本賞『ドライブ・マイ・カー』
- 第45回日本アカデミー賞・最優秀作品賞、最優秀脚本賞『ドライブ・マイ・カー』
- 第43回ナント三大陸映画祭・金の気球賞（グランプリ）、観客賞『偶然と想像』
- 放送映画批評家協会賞・外国語映画賞『ドライブ・マイ・カー』

2022年
- 第95回キネマ旬報ベスト・テン日本映画監督賞『ドライブ・マイ・カー』
- 第56回全米映画批評家協会賞・作品賞、監督賞、脚本賞、最優秀男優賞『ドライブ・マイ・カー』※監督賞は『偶然と想像』と合わせた2作品への授与。
- ゴールデングローブ賞・非英語映画賞『ドライブ・マイ・カー』※作品への授与
- 国際シネフィル協会賞・脚色賞『ドライブ・マイ・カー』※大江崇允と受賞
- ロンドン映画批評家協会賞・脚本賞、外国語映画賞『ドライブ・マイ・カー』
- 第72回芸術選奨文部科学大臣賞『ドライブ・マイ・カー』『偶然と想像』
- 第75回英国アカデミー賞・非英語作品賞『ドライブ・マイ・カー』※山本晃久と受賞
- アカデミー賞・国際長編映画賞『ドライブ・マイ・カー』※作品への授与
- 文化庁長官表彰（国際芸術部門）※西島秀俊と共に受賞
- 国際映画批評家連盟賞グランプリ『ドライブ・マイ・カー』
- 第76回毎日映画コンクール・日本映画大賞『ドライブ・マイ・カー』

2023年
- 芸術文化勲章シュヴァリエ
- ヴェネツィア国際映画祭・国際批評家連盟賞、銀獅子賞（審査員大賞）『悪は存在しない』
- 第67回ロンドン映画祭・作品賞『悪は存在しない』
- 第50回ゲント国際映画祭・ジョゼフ・プラトー栄誉賞
- 第16回アジア太平洋映画賞・審査員特別賞『悪は存在しない』※高田聡と受賞
- 第11回バルセロナ・アジア映画祭・公式部門 最優秀作品賞『悪は存在しない』
- 第28回ケララ国際映画祭（IFFK）・ゴールデン・クロウ・フェザント賞（最高賞）『悪は存在しない』※高田聡と受賞

2025年
- 第79回毎日映画コンクール・脚本賞 『悪は存在しない』

## 関連書籍
- 濱口竜介・野原位・高橋知由『カメラの前で演じること』（左右社、2015） ISBN 4865281347
- 濱口竜介『他なる映画と』1・2巻（インスクリプト、2024）ISBN 978-4867840061
- 是枝裕和ほか編『映画の言葉を聞く 早稲田大学「マスターズ・オブ・シネマ」講義録』（フィルムアート社、2018年3月24日） ISBN 4845917106
- 『ユリイカ 2018年9月号 特集＝濱口竜介』（青土社、2018年8月27日） ISBN 4791703545
- ミツヨ・ワダ・マルシアーノ『No nukes : 「ポスト3・11」映画の力・アートの力』 （名古屋大学出版会、2021）
- 佐藤元状・冨塚亮平編著『「ドライブ・マイ・カー」論』（慶應義塾大学出版会、2023）